# Kommuner i Finland
Finland er fra 2025 inddelt i 308 Kommuner, (finsk: kunta; svensk: kommun) og repræsenterer det lokale administrationsniveau i Finland, og fungerer som de grundlæggende, selvstyrende administrative enheder i landet. Hele landet er indarbejdet i kommuner og lovmæssigt er alle kommuner lige, selvom visse kommuner kaldes byer ( finsk: kaupunki). Kommuner har ret til at opkræve en flad procentuel indkomstskat, som er mellem 16 og 22 procent, og står for to tredjedele af den offentlige sektor. Kommunerne kontrollerer mange offentlige ydelser, såsom skoler, sundhedspleje og vandforsyning og lokale gader. De opretholder ikke motorveje, laver love eller holder politistyrker, som er centralregeringens ansvar.
- Liste med kommuner i Finland

## Styre
Kommunerne styres af et valgt råd (kunnanvaltuusto, kommunfullmäktige), som er juridisk autonom og kun er ansvarlig over for vælgerne. Rådets størrelse er proportional med befolkningen, - yderpunkterne er 9 i Sottunga og 85 i Helsinki. En underafdeling af rådet, den kommunale direktion (kunnanhallitus), styrer kommunerådet og overvåger gennemførelsen af rådets beslutninger. Dens beslutninger skal godkendes af rådet. I modsætning til nationale kabinetter er dens sammensætning afledt af sammensætningen af rådet, ikke af regeringens sammensætning. Derudover forberedes individuelle beslutninger i specialiserede kommunale bestyrelser (lautakunta) til et rådsmøde, som f.eks. Omfatter zoneinddeling, socialhjælp og uddannelsesråd. Råd, direktion og kommunalbestyrelsesmedlemskaber er stillinger man er valgt til, ikke fuldtidsjob. Aflønningen afhænger af kommunen og stillingen, men er generelt nominel eller beskeden: et almindeligt rådsmedlem får i gennemsnit 70 euro udbetalt pr. møde (2017).
Kommunale ledere (kaupunginjohtaja, stadsdirektör for byer, kunnanjohtaja, kommunsdirektör for andre kommuner) er embedsmænd navngivet af rådet. ylipormestari i Helsinki kaldes ylipormestari / överborgmästare "Lord Mayor" af historiske grunde. Der var tidligere ikke borgmestre i Finland, men efter en lovændring var Tampere den første by, der valgte en borgmester (pormestari / borgmästare) i 2007. Borgmesteren er i øjeblikket ikke valgt direkte, men af kommunalbestyrelsen. Borgmesteren fungerer som kommunal leder og som talsmand for kommunalbestyrelsen.
Selvom kommunerne ikke har politi- eller lovgivningsmæssige beføjelser, kan der fastsættes lokale bekendtgørelser vedrørende trafik, og kommunale parkeringsinspektører kan give parkeringsbøder. Kommunerne er juridiske personer og kan møde i en administrativ domstol. Ligeledes er staten Finland en separat juridisk person.
Kommuner er uafhængige og ikke en del af et lokalt statsligt hierarki, undtagen ved domstolsprøvelse af formel overholdelse af administrativ lovgivning. Kommuner samarbejder i Finlands landskaber. Statsagenturer har jurisdiktioner, der spænder over et eller flere landskaber: hver region betjenes af en ely-keskus (elinkeino-, liikenne- ja ympäristökeskus) i spørgsmål om beskæftigelse, økonomi, transport og miljø, mens lov og miljøhåndhævelse håndteres af den lokale aluehallintovirasto, der styrer jurisdiktioner i flere regioner kaldet alue . -GH-

## Beskatning og indtægter
Beboere betaler en kommunal skat, der er en form for indkomstskat, som er grundpillerne i en kommunes indkomst (42% af indkomsten). Kommunal skat er nominelt en flad skat, der opkræves fra en bredere befolkning (inklusive lavere indkomstniveauer) end progressiv statsindkomstskat, som kun opkræves fra mellemstore til højindkomstmodtagere. Men i praksis er selv den kommunale skat progressiv på grund af generøse fradrag til de laveste indkomstniveauer. Grundafgiften for fradrag varierer fra 16% i velhavende Kauniainen til 20% eller mere i et antal små landkommuner. Ved siden af den kommunale skat modtager kommunerne finansiering over statsbudgettet (valtionapu , 19% af indkomsten). Denne finansiering testes efter behov i forhold til kommunens formue og tjener til at afbalancere forskellene i kommunale skatteindtægter. Udover skat udgør salgsindtægter, gebyrer og driftsresultat også en betydelig andel af kommunens indkomst (21%).
Derudover opkræver kommuner en ejendomsskat, der udgør 3,6% af indkomsten, hvilket er forholdsvis lavt: det årlige gebyr er 0,32-0,75% af nutidsværdien for permanente boliger og 0,50-1,00% for fritidsboliger som sommerhuse såvel som ubebyggede grunde. Dette betales altid af ejeren, aldrig en lejer direkte, i modsætning til rådsskatten. Kommuner modtager en andel af selskabsskatteindtægter (yhteisövero) fra virksomheder, der har forretningssted i kommunen (3,8% af indkomsten).
Nogle kommunale funktioner modtager direkte finansiering både fra kommunen og staten, f.eks AMK erhvervsskoler.

## Opgaver og tjenester
Finland har en omfattende velfærdsstat, og kommuner er ansvarlige for en stor del af tjenesterne til dette formål. Kommunernes opgaver er som følger:
- Sundhedspleje
  - Forebyggende, grundlæggende og specialiseret sundhedspleje
  - Tandpleje
- Sociale myndigheder
  - Børnedagpleje
  - Ældreomsorg
  - Handicappede
  - Social velfærdstjeneste
    - Underholdssikkerhed
    - Børnebeskyttelse
- Uddannelse og kultur
  - Peruskoulu (grundskole, klasse 1-9)
  - Lukio (gymnasier)
  - Ammattioppilaitos (gymnasiale erhvervsskoler)
  - Ammattikorkeakoulu (videregående erhvervsskoler)
  - Kansanopisto ( folkehøjskole )
  - Offentlige biblioteker
  - Ungdomscentre
  - Offentlige motionsfaciliteter (offentlige baner osv.)
- Infrastruktur og arealanvendelse
  - Zoneinddeling
  - Offentlig transport
  - Vedligeholdelse af lokale gader
  - Vand
  - Energi
  - Affaldsindsamling
  - Miljø
- Økonomisk udvikling
  - Fremme af den lokale økonomi og beskæftigelse
- Retshåndhævelse
  - Fødevaresikkerhedsinspektion
  - Inspektion af dyrevelfærd
  - Miljøbeskyttelsesinspektion
  - Parkeringsregler
  - Ved manglende betaling af transport

Selvom kommunerne er ansvarlige for deres egen økonomi, er der meget meget specifik lovgivning og regulering, der kræver, at tjenesterne lever op til en fastsat standard.
Kommuner kan levere nogle af disse tjenester gennem virksomheder, som de ejer, eller fra private virksomheder, som de regulerer.
Fra 2025 er der 308 kommuner i Finland, og (ikke opdaterede antal) hvoraf 107 er byer (kaupunki). Seksten kommuner er ensproget svensk (alle i Åland), 33 er tosprogede: 15 med svensk som hoveddsprog (alle på nær fire i Österbotten) og 18 med finsk som hovedsprog (alle på nær fire i landskabet Uusimaa). Fire kommuner i det nordlige Lapland (Utsjoki, Inari, Sodankylä and Enontekiö) har et eller alle tre samiske sprog der tales i Finland som officielt sprog.
Finske kommuner kan vælge at blive kaldt enten kaupunki (by) eller kunta (lille by eller landkommune). Selvom det finske miljøinstitut klassificerer byområder med over 15.000 indbyggere som kaupunki, kan kommuner navngive sig kaupunki med færre indbyggere. Der er 43.669 indbyggere i Nurmijärvi, den største kunta i Finland, og 1.278 indbyggere i Kaskinen, den mindste kaupunki, så kunta – kaupunki-kategoriseringen vedrører hovedsageligt kommunens navn.
Kommunernes områder varierer, da befolkningen er det primære kriterium for dannelse af en kommune. De arealmæssigt største kommuner findes i Lappland, hvoraf den største er Inari på 17.333,65 km2 (svarende til 130 * 130 km2). De mindste kommuner er meget små byer. Kaskinen er en uafhængig by med et areal på kun 10,49 km2. Kauniainen, der oprindeligt var et selskab i Espoo, er kun 6 km2.[5]

## Hovedstadsregionen
Hovedstadsområdet eller Stor-Helsinki har ingen specielle ordninger. Området består af fire helt uafhængige byer, der danner en sammenhængende byområde. Det store Helsinki er vokset relativt hurtigt i befolkning og område: de nærliggende kommuner, der kun blev betragtet som landdistrikter for 50 år siden, er blevet forstæder, og væksten forventes at fortsætte. En statspålagt fusion af Helsinki og en del af Sipoo, 15-30 km øst for Helsinki centrum, en landligt, 40% svensktalende kommune, der støder op til Stor-Helsinki, blev for nylig godkendt af regeringen i modstrid med udtalelsen fra Sipoo kommunalbestyrelse. Denne del af Sipoo kommune blev fra 1. januar 2009 overført til Helsinki kommune. Dette område bliver udbygget til en ny (finsktalende) forstad med flere gange indbyggere end der er i Sipoo.